# Soña
Soña es una localidad perteneciente al municipio de Polanco, al norte de la comunidad autónoma de Cantabria (España). Está a 1 kilómetro de Polanco (Capital)
. Esta localidad tenía en 2020 una población de 135 habitantes (INE), siendo por lo tanto la menos poblada del municipio. La altitud de este pueblo es de 35 metros. En el siglo XIX estaba situada sobre el Camino Real de Reinosa a Santander; actualmente, la Autovía A-67 queda más al oeste. La ermita de San Elías es del siglo XX.